# Chengdu Open 2017 - Qualificazioni singolare
Le qualificazioni del singolare del Chengdu Open 2017 sono state un torneo di tennis preliminare per accedere alla fase finale della manifestazione. I vincitori dell'ultimo turno sono entrati di diritto nel tabellone principale. In caso di ritiro di uno o più giocatori aventi diritto a questi sono subentrati i lucky loser, ossia i giocatori che hanno perso nell'ultimo turno ma che avevano una classifica più alta rispetto agli altri partecipanti che avevano comunque perso nel turno finale.

## Teste di serie
1. Taylor Fritz (qualificato)
2. Stefanos Tsitsipas (qualificato)
3. Adrián Menéndez Maceiras (qualificato)
4. Bernard Tomić (spostato nel tabellone principale)

1. Yasutaka Uchiyama (primo turno)
2. Marcos Giron (ultimo turno)
3. Marco Chiudinelli (ultimo turno)
4. Jose Statham (primo turno)

## Qualificati
1. Taylor Fritz
2. Stefanos Tsitsipas

1. Adrián Menéndez Maceiras
2. Mate Pavić

## Tabellone

### Legenda
| - Q = Qualificato - WC = Wild card - LL = Lucky loser | - ALT = Alternate - SE = Special Exempt - PR = Protected Ranking | - w/o = Walkover - r = Ritirato - d = Squalificato |

### Sezione 1
|  | Primo turno | Primo turno          | Primo turno          | Primo turno | Primo turno |  |  | Ultimo turno | Ultimo turno      | Ultimo turno      | Ultimo turno | Ultimo turno |  |
|  |             |                      |                      |             |             |  |  |              |                   |                   |              |              |  |
|  | 1           | Taylor Fritz         | Taylor Fritz         | 6           | 6           |  |  |              |                   |                   |              |              |  |
|  | Alt         | Aisam-ul-Haq Qureshi | Aisam-ul-Haq Qureshi | 3           | 4           |  |  | 1            | Taylor Fritz      | Taylor Fritz      | 6            | 6            |  |
|  | Alt         | Oliver Marach        | 5                    | 0           | r           |  |  | 7            | Marco Chiudinelli | Marco Chiudinelli | 4            | 2            |  |
|  | 7           | Marco Chiudinelli    | 7                    | 1           |             |  |  |              |                   |                   |              |              |  |

### Sezione 2
|  | Primo turno | Primo turno        | Primo turno        | Primo turno | Primo turno |  |  | Ultimo turno | Ultimo turno       | Ultimo turno       | Ultimo turno | Ultimo turno |  |
|  |             |                    |                    |             |             |  |  |              |                    |                    |              |              |  |
|  | 2           | Stefanos Tsitsipas | Stefanos Tsitsipas | 6           | 6           |  |  |              |                    |                    |              |              |  |
|  | WC          | Sun Fajing         | Sun Fajing         | 4           | 2           |  |  | 2            | Stefanos Tsitsipas | Stefanos Tsitsipas | 6            | 6            |  |
|  |             | Takuto Niki        | Takuto Niki        | 2           | 5           |  |  | 6            | Marcos Giron       | Marcos Giron       | 1            | 2            |  |
|  | 6           | Marcos Giron       | Marcos Giron       | 6           | 7           |  |  |              |                    |                    |              |              |  |

### Sezione 3
|  | Primo turno | Primo turno              | Primo turno              | Primo turno | Primo turno |  |  | Ultimo turno | Ultimo turno             | Ultimo turno             | Ultimo turno | Ultimo turno |  |
|  |             |                          |                          |             |             |  |  |              |                          |                          |              |              |  |
|  | 3           | Adrián Menéndez Maceiras | Adrián Menéndez Maceiras | 6           | 6           |  |  |              |                          |                          |              |              |  |
|  | Alt         | Te Rigele                | Te Rigele                | 4           | 1           |  |  | 3            | Adrián Menéndez Maceiras | Adrián Menéndez Maceiras | 6            | 6            |  |
|  |             | Wang Chuhan              | Wang Chuhan              | 6           | 6           |  |  |              | Wang Chuhan              | Wang Chuhan              | 0            | 4            |  |
|  | 8           | Jose Statham             | Jose Statham             | 2           | 2           |  |  |              |                          |                          |              |              |  |

### Sezione 4
|  | Primo turno | Primo turno       | Primo turno   | Primo turno | Primo turno |  |  | Ultimo turno | Ultimo turno | Ultimo turno | Ultimo turno | Ultimo turno |  |
|  |             |                   |               |             |             |  |  |              |              |              |              |              |  |
|  | Alt         | Michael Venus     | Michael Venus | 6           | 64          |  |  |              |              |              |              |              |  |
|  | WC          | Xia Zihao         | Xia Zihao     | 7           | 7           |  |  | WC           | Xia Zihao    | Xia Zihao    | 4            | 68           |  |
|  | Alt         | Mate Pavić        | 6             | 5           | 7           |  |  | Alt          | Mate Pavić   | Mate Pavić   | 6            | 7            |  |
|  | 5           | Yasutaka Uchiyama | 3             | 7           | 64          |  |  |              |              |              |              |              |  |